# Walt Becker
Pour les articles homonymes, voir Becker.
Walt Becker est un acteur, scénariste et réalisateur né le 16 septembre 1968 à Hollywood en Californie aux États-Unis.

## Filmographie

### Comme scénariste
- 2002 : Le Coup de Vénus
- 2010-2011 : Glory Daze
- 2015 : Do It Yourself (téléfilm)

### Comme réalisateur
- 2002 : Le Coup de Vénus
- 2002 : American Party
- 2007 : Bande de sauvages
- 2007 : 1321 Clover (téléfilm)
- 2009 : Les deux font la père
- 2010-2011 : Glory Daze
- 2013 : Sullivan & Son
- 2014 : Kirby Buckets (série télévisée)
- 2015 : Flying Tigers
- 2015 : Alvin et les Chipmunks : À fond la caisse
- 2021 : Clifford

### Comme producteur
- 2010-2011 : Glory Daze (série télévisée)
- 2011 : Thunderballs (téléfilm)
- 2011 : Zookeeper - Le Héros des animaux
- 2013 : Bad Samaritans (série TV)
- 2015 : Do It Yourself (téléfilm)